# Hospital Militar Base (Garaballa)
El Hospital Militar Base se refiere al centro sanitario montado en Garaballa, municipio de la provincia de Cuenca, (Comunidad Autónoma de Castilla-La Mancha, España).

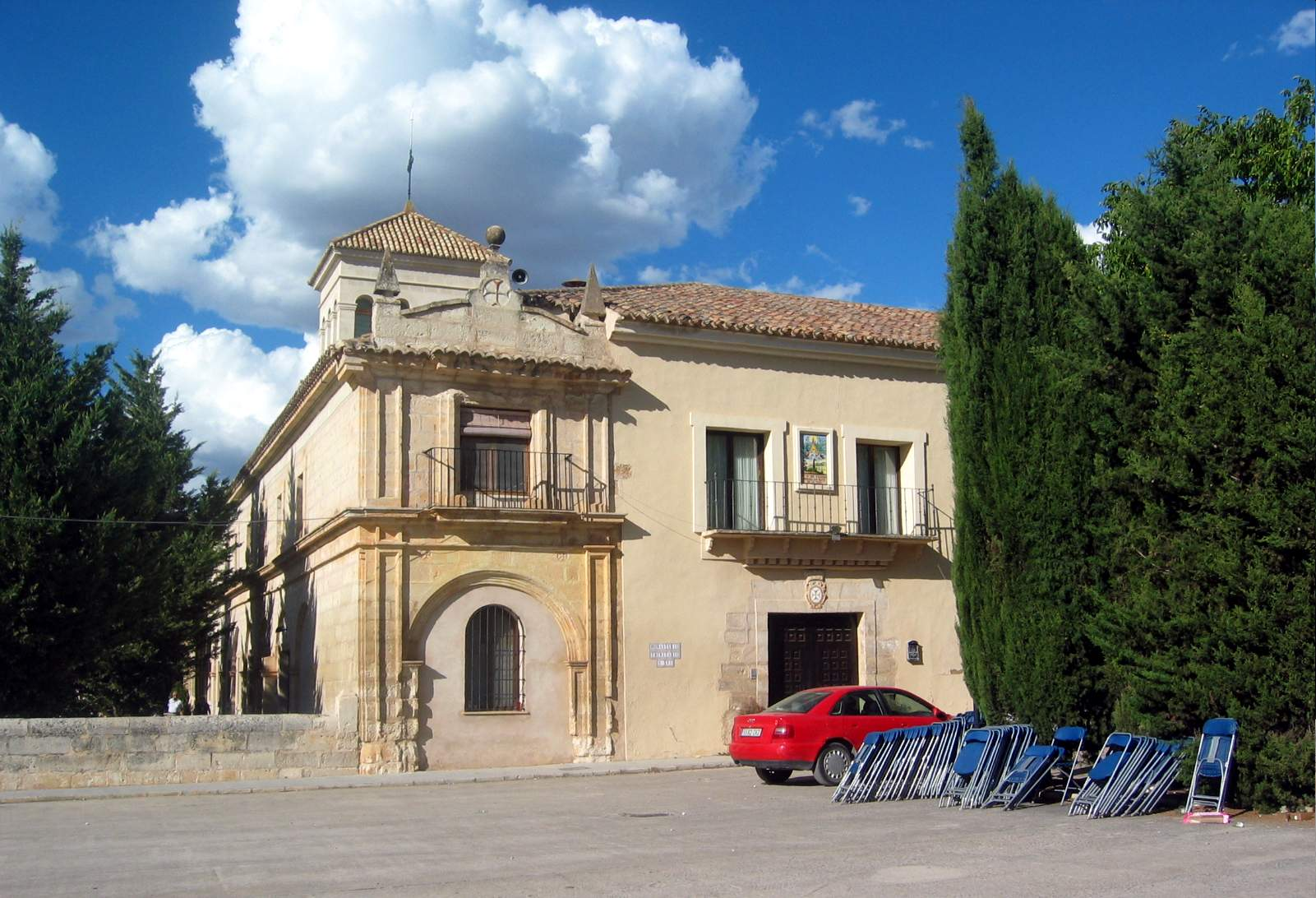
Vista parcial del Monasterio de Tejeda, Garaballa (Cuenca), año 2014.

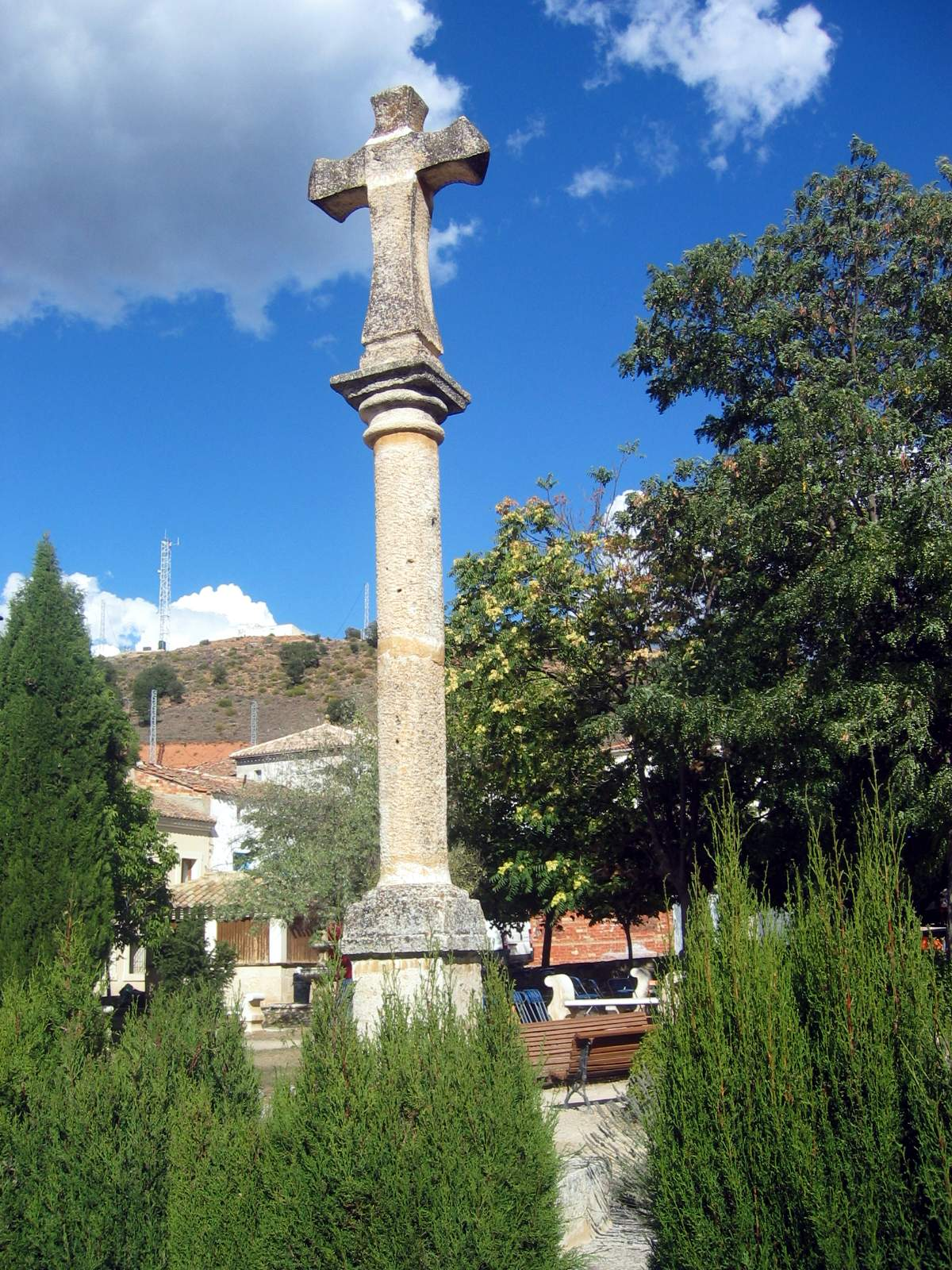
Detalle del crucero existente en la explanada del «Monasterio de Tejeda», Garaballa (Cuenca).

El Hospital Militar se estableció en el Monasterio de Tejeda durante la Guerra Civil Española (1936-1939).

## Historia
La secular historia del Monasterio de Tejeda cuenta que el establecimiento religioso ya fue habilitado como centro sanitario durante la Guerra de la Independencia Española (1808-1813), tiempo en que se estableció en sus dependencias un «hospital de campaña».
Tras el fallido golpe militar derechista del 17 de julio contra el gobierno de la República se produjo la Revolución de 1936, que acabó en la Guerra Civil Española:

«En los primeros días de la revolución, el convento y santuario de Tejeda sufrieron las consecuencias de la devastación provocada por los milicianos, cuando los asaltaron, destruyendo esculturas y altares y llevándose el botín a Valencia».
En la espesura de la Serranía, el misterio de Tejeda. Al servicio del Pueblo (1935-1955), José María Sánchez Cremades

Tras la devastación inicial, el Monasterio fue cerrado, permaneciendo así hasta el otoño de 1936, momento en que Antonio Sánchez García, «delegado por el jefe de Sanidad de Valencia», eligió los edificios conventuales como «hospital base o de primeros auxilios» para atender a las tropas que combatían o iban a combatir en el frente sur de Teruel, el denominado XIX Cuerpo de Ejército del Ejército Republicano de Levante: el Hospital Central se situó en Torrebaja.
Procedente de Valencia, el delegado Sánchez García llegó a Garaballa con un destacamento de sanidad, comandado por el sargento Salom, y dos médicoS, «los doctores Segrelles y Vicent», con el propósito de establecer en el complejo conventual el centro sanitario que pretendían, «aunque sea en condiciones precarias», para lo que tuvieron que realizar distintas reformas, de cara a la actuación sanitaria.
Los trabajos de acondicionamiento se prolongaron durante todo el año siguiente, «hasta que el 10 de septiembre de 1937, en el Diario Oficial de la República, aparece el nombramiento de D. Fernando Prósper Monfort, como director del hospital de Garaballa». El jefe de la farmacia fue el soldado farmacéutico D. Rodrigo Madrid García], natural de Úbeda  (Jaén), nació el 5 de abril de 1909 y ejerció como Jefe de esta farmacia desde el 22 de septiembre de 1938 hasta el 7 de abril de 1939 que se hizo cargo de la misma el ejército nacional. Su Padre fue Vicente Madrid Ferrándiz Farmacéutico en Ubeda, tenía 5 hermanas, pues era el único niño, una de ellas era también farmacéutica se llamaba Vicenta Madrid García ( mi madre).
El doctor Prósper Monfort era capitán médico, y procedía del Hospital Militar de Valencia, donde había servido en los años anteriores. Hijo de un magistrado de Valencia, había estudiado medicina en la Facultad de Medicina de Valencia, tras su licenciatura ingresó en la carrera militar, siendo destinado a Melilla, de donde regresó a Valencia como teniente médico. Antes del comienzo de la Guerra Civil casó con una joven catalana, Carmen Rovira Nicolau, con la que tuvo un hijo, de nombre Fernando, nacido en 1936.
Al hacerse cargo de la dirección del Hospital de Garaballa, el doctor Prósper prosiguió las obras necesarias para la adaptación del centro conventual como centro sanitario. Dada su condición de creyente, «pensando en el futuro de los religiosos que lo habitarían», procuró que las obras de acondicionamiento no dañaran el edificio. De hecho, las obras realizadas sanearon la fábrica, al tiempo que recuperaban para el convento «espacios reclamados por los pueblos vecinos casi como propiedad, para ocuparlos, a la hora de las fiestas y romerías». Justificadamente, las obras de acondicionamiento del convento como hospital de guerra acabaron con tan abusivas costumbres.
Durante el tiempo de vigencia del Hospital, el personal médico vivió «en una casa grande del pueblo», el personal sanitario que atendía a los pacientes, «enfermeras y ayudantes fueron muchachas del pueblo». El momento de mayor actividad en el Hospital de Garaballa fue durante el invierno de 1937-1938, con motivo de la Batalla de Teruel, por lo que la afluencia de vehículos al centro sanitario con «heridos en campaña o de soldados con miembros congelados» era numerosa. Los fallecidos fueron enterrados en el cementerio local, «junto al Monte Santo».
Con motivo de alcanzar las tropas del ejército rebelde (nacionales) las costas del Mar Mediterráneo en Vinaroz (Castellón), la zona republicana quedó partida en dos, disminuyendo así la actividad hospitalaria en los principales hospitales y centros asistenciales de la zona sur de Teruel: Garaballa y Torrebaja.
Finalizada oficialmente la guerra civil, el 1 de abril de 1939, «el hospital estaba lleno de enfermos y, por ello, la mayoría del personal allí destinado permaneció en su puesto, con el director al frente». Como muestra de agradecimiento, «el personal fijo del hospital, ya en el mes de febrero», regaló al doctor Prósper «un libro de Blasco Ibáñez, de tamaño grande y bien encuadernado», en el que firmaron los trabajadores, «añadiendo alguna frase significativa» de afecto y admiración.
Una de las notas manuscritas en el libro de Blasco Ibáñez regalado al responsable médico del Hospital Militar Base de Garaballa, firmada por Juan Garrido dice: «El 6 de octubre del 36 le ofrecí mis servicios, ¡Hoy mi vida!», ello lleva a pensar que aunque el doctor Prósper recibiera su nombramiento oficial como director en el otoño de 1937, su presencia en Garaballa fue desde el primer momento.

## Otros centros sanitarios de guerra en la zona
En Garaballa, además del «Hospital Base» había un puesto de «Ambulancias», con dos vehículos y oficina de «Farmacia», mientras que en Torrebaja había un «Hospital de Sangre», «Repuestos y Botiquines» y puesto de «Ambulancias», con ocho vehículos. En Salvacañete había «Repuesto y Botiquines», y un puesto de «Ambulancias» con cuatro vehículos. En Salinas del Manzano había puesto de «Ambulancia», con un vehículo, como en Tejadillos. Mientras que en El Cañizar había un «Hospital de Sangre», «Repuestos y Botiquines».
Respecto a la relación entre el «Hospital Base» de Garaballa y el Hospital de Sangre de Torrebaja, existen los testimonios recogidos de personas que vivieron los hechos que se narran –Roque Tortajada Gimeno (Torrebaja, 1925)-: «los pacientes que estaban un poco mejor y eran para curar, enseguida los mandaban a Garaballa, donde había otro hospital, instalado en el convento de la Virgen de Tejeda»; a los que se curaban pronto enseguida les daban el alta y eran devueltos al frente, pero «Los que se quedaban aquí (en el Hospital de Torrebaja) es que estaban muy mal y no los tocaban; eran los más graves y al final se morían»:

«[...], el hospital de Garaballa también estaba muy bien montado, eso decía Elpidio Cañizares, que era el chofer que llevaba a los enfermos a aquel centro. Casi todos los días hacía viaje, unas veces con uno, con dos o con diez, pero casi todos los días. Iba en un autobús... Sí, era un autobús, no una ambulancia, y los enfermos iban sentados. El vehículo era de la empresa donde él trabajaba antes de la guerra, propiedad de Antonio el Barbas, hermano de tío Miguel Fortea, de Torrebaja...».
 Desde el Rincón de Ademuz, Alfredo Sánchez Garzón 

La comunicación por carretera entre Torrebaja (Valencia) y Garaballa (Cuenca) se realizaba por la CN-420, dirección Cuenca: vía El Hontanar (1.802 m). Pasado Salinas del Manzano –y antes de llegar a Cañete- había un desvío de la nacional por la izquierda que por una pista llevaba a la Huérguina, Alcalá de la Vega, Campillo de Paravientos, Fuentelespino de Moya y Garaballa, siendo por esta vía por donde se podía acceder con vehículo al Hospital de Garaballa: Mapa correspondiente a la Jefatura de Sanidad del XIX Cuerpo de Ejército, con la ubicación de Hospitales, Farmacias, Repuestos y Botiquines y puestos de Ambulancia durante la Guerra Civil (1936-1939). El Estado Mayor del XIX Cuerpo de Ejército se hallaba en Torrebaja, su comandante en Jefe era el Coronel don Joaquín Vidal Munárriz, fusilado el 4 de agosto de 1939 en Bilbao.